# NAT14
NAT14 (англ. N-acetyltransferase 14 (putative)) – білок, який кодується однойменним геном, розташованим у людей на довгому плечі 19-ї хромосоми. Довжина поліпептидного ланцюга білка становить 206 амінокислот, а молекулярна маса — 21 650.
| 10         |  | 20         |  | 30         |  | 40         |  | 50         |
| ---------- |  | ---------- |  | ---------- |  | ---------- |  | ---------- |
| MAPSHLSVRE |  | MREDEKPLVL |  | EMLKAGVKDT |  | ENRVALHALT |  | RPPALLLLAA |
| ASSGLRFVLA |  | SFALALLLPV |  | FLAVAAVKLG |  | LRARWGSLPP |  | PGGLGGPWVA |
| VRGSGDVCGV |  | LALAPGTNAG |  | DGARVTRLSV |  | SRWHRRRGVG |  | RRLLAFAEAR |
| ARAWAGGMGE |  | PRARLVVPVA |  | VAAWGVGGML |  | EGCGYQAEGG |  | WGCLGYTLVR |
| EFSKDL     |  |            |  |            |  |            |  |            |

A: Аланін

C: Цистеїн

D: Аспарагінова кислота

E: Глутамінова кислота

F: Фенілаланін

G: Гліцин

H: Гістидин

K: Лізин

L: Лейцин

M: Метіонін

N: Аспарагін

P: Пролін

Q: Глутамін

R: Аргінін

S: Серин

T: Треонін

V: Валін

W: Триптофан

Кодований геном білок за функціями належить до трансфераз, активаторів, ацилтрансфераз. 
Задіяний у таких біологічних процесах, як транскрипція, регуляція транскрипції. 
Білок має сайт для зв'язування з ДНК. 
Локалізований у мембрані.